# BMW Malaysian Open 2015
Il BMW Malaysian Open 2015 è stato un torneo femminile di tennis giocato sul cemento. È stata la 6ª edizione del torneo, che fa parte della categoria International nell'ambito del WTA Tour 2015. Si è giocato al Royal Selangor Golf Club di Kuala Lumpur in Malaysia, dal 28 febbraio all'8 marzo 2015.

## Partecipanti

### Teste di serie
| Nazionalità | Giocatrice         | Ranking* | Testa di serie |
| ----------- | ------------------ | -------- | -------------- |
| Danimarca   | Caroline Wozniacki | 5        | 1              |
| Germania    | Sabine Lisicki     | 28       | 2              |
| Australia   | Casey Dellacqua    | 34       | 3              |
| Australia   | Jarmila Gajdošová  | 54       | 4              |
| Rep. Ceca   | Klára Koukalová    | 58       | 5              |
| Giappone    | Kurumi Nara        | 60       | 6              |
| Serbia      | Bojana Jovanovski  | 63       | 7              |
| Germania    | Julia Görges       | 67       | 8              |

* Ranking al 23 febbraio 2015.

### Altre partecipanti
Le seguenti giocatrici hanno ricevuto una wild-card per il tabellone principale:
- Hsieh Su-wei
- Jawairiah Noordin
- Sabine Lisicki

Le seguenti giocatrici sono entrati nel tabellone principale passando dalle qualificazioni:

- Julija Bejhel'zymer
- Elizaveta Kuličkova
- Magda Linette
- Junri Namigata
- Wang Yafan
- Xu Yifan

## Campionesse

### Singolare
Caroline Wozniacki ha sconfitto in finale  Alexandra Dulgheru per 4–6, 6–2, 6–1.
- È il ventitreesimo titolo in carriera per la Wozniacki, il primo del 2015.

### Doppio
Liang Chen /  Wang Yafan hanno sconfitto in finale  Julija Bejhel'zymer /  Ol'ga Savčuk per 4–6, 6–3, [10–4].